# The World (Stand)
The world (ザ・ワールド（世界） Za Wārudo) es el Stand de DIO, presente en Stardust Crusaders, la tercera parte de la serie de JoJo's Bizarre Adventure.

## Apariencia
Siendo un stand humanoide, The World es alto y tiene una apariencia musculosa. Lleva un casco que cubre su rostro hasta por debajo del lugar de su nariz, inclinado en un ángulo pronunciado desde la base de su frente a un pico situado por encima de la parte trasera de su cabeza a lo largo de la mitad de su altura, dejando su rostro en un triángulo invertido visible al frente; un tanto similar a la Corona Roja del Bajo Egipto.
Lleva lo que parecen pequeños cilindros de buceo gemelos en su espalda, conectados a través de cortos cables con bordes dobles en la parte trasera de su máscara; asegurada por correas gruesas, desde la parte posterior de su cintura sobre ambos sus hombros hasta su frente. En el dorso de ambas manos lleva la forma de una sencilla cara de reloj. Su barbilla, la base de su abdomen, su entrepierna y rodillas poseen emblemas de corazón. Con placas en sus espinillas, su calzado consiste en botas con dedos puntiagudos, similares a los del conjunto de DIO durante la Parte 3.
Se revela en el Diario de DIO que tenía la intención de grabar 14 palabras en su Stand para recordarlas, aunque no se sabe si realmente llegó a conseguirlo antes de su muerte, no se sabe en qué parte del Stand.

## Personalidad
The World no muestra alguna personalidad particular, aunque ocasionalmente sonríe mientras aporrea a los demás. Su Grito de Stand, aparentemente comunicado por DIO, es Muda Muda Muda! (無駄 無駄 無駄!, lit. “Inútil, Inútil, Inútil!”).
Su nombre se deriva de la Carta del Tarot El Mundo; que simboliza el triunfo, la perfección y la plenitud.
En la Parte 6: Stone Ocean, se asegura que si no fuera por la personalidad dominante de DIO, de alguna manera “The World” estaría fuera de control.

## Habilidades
The World es un Stand de corto alcance excepcionalmente potente al igual que Star Platinum, como es mencionado por Noriaki Kakyoin y Jotaro Kujo, pero con una distancia máxima efectiva manifestada entre 10 m. A pesar de que requiere una distancia cercana para atacar, es increíblemente difícil de detener una vez dentro del rango antes mencionado.
Potencia física extrema: The World posee una fuerza y sentidos fenomenales y además es más rápido que la velocidad de la luz, logrando perforar fácilmente a Kakyoin en su abdomen. DIO afirma que es aún más fuerte y más rápido que Star Platinum, ya que lo superó en un enfrentamiento de puñetazos rápidos entre los dos. Sin embargo, no está claro si este es un aspecto de la naturaleza vampírica de DIO o simplemente el hecho de tener una mayor experiencia con su Stand. Su fuerza ofensiva principal se caracteriza generalmente por una andanada de puñetazos rápidos y alguna patada ocasional.

### Detención del tiempo
La habilidad clave de The World es su capacidad para detener el tiempo, permitiendo sólo a sí mismo y a DIO (además de alguien más con el mismo poder) actuar dentro de la duración del tiempo detenido. Cuando DIO detiene el tiempo, unas ondas salen en todas las direcciones a gran velocidad, aparentemente cambiando los colores de lo que tocan momentáneamente para dar lugar al tiempo detenido, en el instante en el que estas ondas tocan un objeto vivo o inerte, este terminará entrando en el mundo del tiempo detenido de DIO. Durante el tiempo detenido, DIO puede moverse libremente y tocar a cualquiera que esté dentro del plano de tiempo detenido, incluyendo a objetos, lo que le permite golpear a sus enemigos indefensos, moverse a una posición superior, y juguetear con sus víctimas. Los objetos que DIO puede lanzar potencialmente pueden moverse momentáneamente en el tiempo detenido antes de detenerse, así una ráfaga de cuchillos lanzados podría volar varios metros antes de detenerse cerca de Jotaro. Es notable que DIO debe pensar conscientemente en alternar el tiempo detenido; los ataques por sorpresa pueden impedirle detener el tiempo. Debido al estado debilitado de DIO durante la Parte 3, esta habilidad sólo funciona hasta cinco segundos en el marco de referencia de DIO antes de que el tiempo vuelva a fluir. Sin embargo, también debido a la inmortalidad de DIO, la duración del tiempo detenido aumenta a medida que DIO se acostumbra más a The World y la cicatriz alrededor de su cuello se cura, alcanzando un máximo visto de nueve segundos hacia el final de la Parte 3. Aunque, si no hubiera muerto, el período durante el cual DIO habría podido detener el tiempo habría continuado incrementándose. También es notable en esto que, al ser inmortal, DIO tiene una estamina infinita; en cambio, Jotaro debe hacer fluir el tiempo luego de 5 segundos, porque si no el cansancio lo mataría.
DIO es capaz de respirar a través de The World cuando detiene el tiempo gracias a los tanques de oxígeno que carga en su espalda.

## Otras apariciones

### Videojuegos

#### JoJo's Bizarre Adventure: Eyes of Heaven
Una forma alternativa evolucionada del Stand llamado The World Over Heaven (ザ・ワールド・オーバーヘブン Za Wārudo Ōbā Hebun) aparece en este videojuego, esgrimido por Heaven Ascension DIO.